# Santa Rosa de Viterbo
Santa Rosa de Viterbo là một đô thị ở bang São Paulo của Brasil. 
Đô thị này nằm ở vĩ độ 21º28'22" độ vĩ nam và kinh độ 47º21'47" độ vĩ tây, trên khu vực có độ cao 675 m. Dân số năm 2004 ước tính là 22.584 người.
Đô thị này có diện tích 289,669 km².

### Distâncias
- Ribeirão Preto: 65 km
- Campinas: 200 km
- São Paulo: 310 km

## Thông tin nhân khẩu
Dữ liệu dân số theo điều tra dân số năm 2000
Tổng dân số: 21.435
- Urbana: 20.196
- Rural: 1.239
- Homens: 10.684
- Mulheres: 10.751

Mật độ dân số (người/km²): 73,99
Tỷ lệ tử vong trẻ sơ sinh dưới 1 tuổi (trên một triệu người): 13,86
Tuổi thọ bình quân (tuổi): 72,32
Tỷ lệ sinh (số trẻ trên mỗi bà mẹ): 2,26
Tỷ lệ biết đọc biết viết: 92,69%
Chỉ số phát triển con người (HDI-M): 0,804
- Chỉ số phát triển con người - Thu nhập: 0,724
- Chỉ số phát triển con người - Tuổi thọ: 0,789
- Chỉ số phát triển con người - Giáo dục: 0,899

(Nguồn: IPEADATA)

### Sông ngòi
- Sông Cubatão
- Rio Pardo

### Các xa lộ
- SP-253
- SP-332